# Bengt Oelmann
Bengt Oelmann, född 1964 i Sundsvall, är svensk professor i elektroniksystemkonstruktion vid Mittuniversitetet i Sundsvall. Oelmann är teknologie doktor i elektronik från KTH och har varit verksam på Ericsson och Nordic VLSI (numera Nordic Semiconductor).
Bengt Oelmann har bedrivit forskning inom lågeffektkonstruktion för digitala VLSI-kretsar genom studier av asynkrona kretsar (asynchronous circuits), dynamic power management och subthreshold floating-gate kretsar. Han har också forskat inom tekniker för entropikodning och energieffektiva hårdvaruarkitekturer för dessa.
Hans forskning idag är framförallt inriktad på trådlösa sensornätverk för industriella tillämpningar och miljöövervakning.